# Pepijn Reinderink
Pepijn Reinderink (Almelo, 4 maggio 2002) è un ciclista su strada olandese che corre per il team Soudal Quick-Step. È professionista dal 2024.

## Palmarès
- 2019 (Acrog-Balen BC, una vittoria)

1ª tappa Ain Bugey Valromey Tour (Serrières-de-Briord > Blyes)
- 2023 (Soudal Quick-Step Devo Team, due vittorie)

1ª tappa Triptyque Ardennais (Malmedy > Hellenthal)
Campionati olandesi, Prova in linea Under-23

### Altri successi
- 2023 (Soudal Quick-Step Devo Team)

Classifica scalatori Triptyque Ardennais
Classifica giovani Triptyque Ardennais
- 2024 (Soudal Quick-Step Devo Team/Soudal Quick-Step)

1ª tappa Tour du Rwanda (Kigali > Kigali, cronosquadre)
Classifica scalatori Giro del Lussemburgo
Classifica scalatori Tour of Guangxi

## Piazzamenti

### Classiche monumento
- Milano-Sanremo

2025: 107º
- Giro delle Fiandre

2025: 78º

### Competizioni mondiali
- Campionati del mondo

Glasgow 2023 - In linea Under-23: 47º

### Competizioni continentali
- Campionati europei

Drenthe 2023 - In linea Under-23: 16º